# Prostějov (zámek)
Zámek Prostějov je renesanční zámek ve statutárním městě Prostějov. Byl postaven mezi lety 1522–1526 Janem IV. z Pernštejna. Tvoří součást historického památkového jádra Prostějova a Ministerstvo kultury ČR ho prohlásilo kulturní památkou České republiky.

## Historie

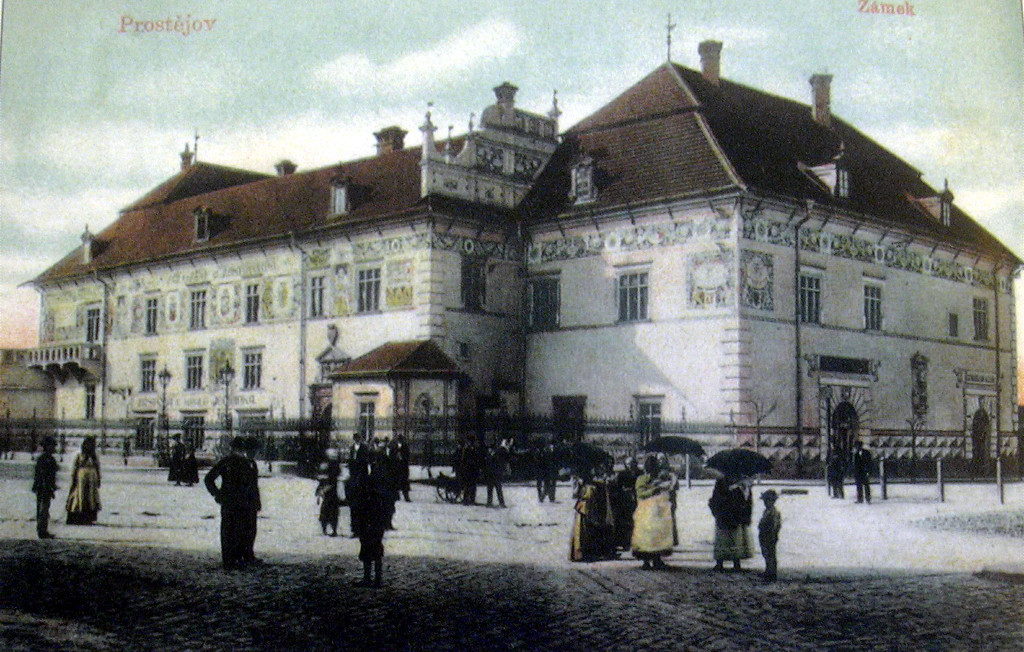
Zámek v roce 1903

Zámek začal stavět v letech 1522–1526 Jan IV. z Pernštejna. Původně byl zamýšlen jako „pevnost”. Podstatná část stavebních prací byla dokončena v roce 1532. Mezi roky 1568–1572 nechal tehdejší majitel Vratislav II. z Pernštejna provést rozsáhlou přestavbu  na panské sídlo. Dostavěny byly mimo jiné arkády a vstupní portál. Během třicetileté války byla většina budovy zničena, snad jediná významnější část, která se obešla bez výraznějších oprav, byl vstupní kamenný portál. Na přelomu 16. a 17. století se zámek stal součástí majetku Karla I. z Lichtenštejna a začal být využíván jako sídlo hospodářské správy.

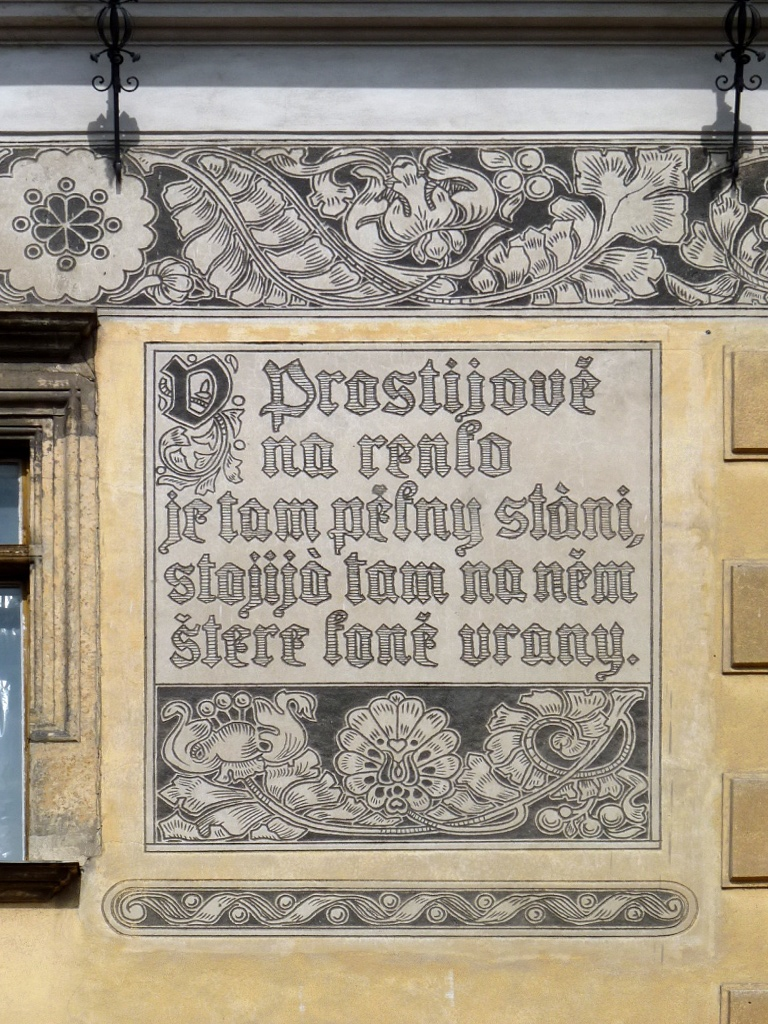
Nápis a sgrafity na zámku

V roce 1643 byl švédskými vojsky vypálen. Po třicetileté válce byl sice provizorně opraven, ale již nikdy nebyl využíván jako panské sídlo, sloužil jako sýpka, skladiště či vězení. Až ve 2. polovině 19. století koupila zámek rodina Chmelařových a vytvořila z něj kulturní centrum. Koncem 19. stol.  zámek od Chmelařových koupila Záložna a zastavárna Prostějov. V letech 1900–1906 proběhla rozsáhlá obnova zámku v novorenesančním stylu. Dle návrhu Jano Köhlera byla  provedena na fasádě zámku typická renesanční sgrafita, která jsou na stavbě dodnes. V roce 1959 byla opravena fasáda. V letech 2009–2010 proběhla velká rekonstrukce,  jejíž součástí bylo využití   západního a jižního křídla zámku pro potřeby  lidové školy umění.  V současnosti je zámek ve vlastnictví statutárního města Prostějova.

### Majitelé
- 1522–1548 – Jan IV. z Pernštejna[3]
- 1561–1582 – Vratislav II. z Pernštejna[3]
- 1599–1627 – Karel I. z Lichtenštejna[4]
- 19. století – Fortunát Hoffman[7]
- 1868–1893 – rodina Chmelařových[3]
- 1893–1948 Záložna a zastavárna Prostějov[7][10]
- 1948 –současnost – statutární město Prostějov[6][5]

## Popis
Zámek byl budován ve 20. až 30. a 60. až 70. letech 16. století v renesančním slohu a počátkem 20. století novorenesančně  a částečně secesně upraven. Je to volně stojící jednopatrová stavba, se čtyřmi křídly a obdélníkovým dvorem.  Průčelí s asymetricky umístěným portálem směřuje k historickému jádru města. Od Perštýnského náměstí je odděleno bohatě zdobeným litinovým zábradlím s dvěma lucernami.  Nad portálem nástavec s erby Vratislava z Pernštejna a jeho španělské manželky Marie Manrique de Lara y Mendoza, trojúhelníkovým štítem a znakem Lichtenštejnů. Vrata portálu jsou zdobena štítky s rodovými znaky Pernštejnů a pánů z Kravař.  Hladké fasády zámku jsou prolomeny obdélnými okny s kamenným ostěním. Pod střešní římsou a mezi okny je široký pás bohaté sgrafitové výzdoby. Střecha sedlová, nad bočními křídly mansardová. 

## Využití

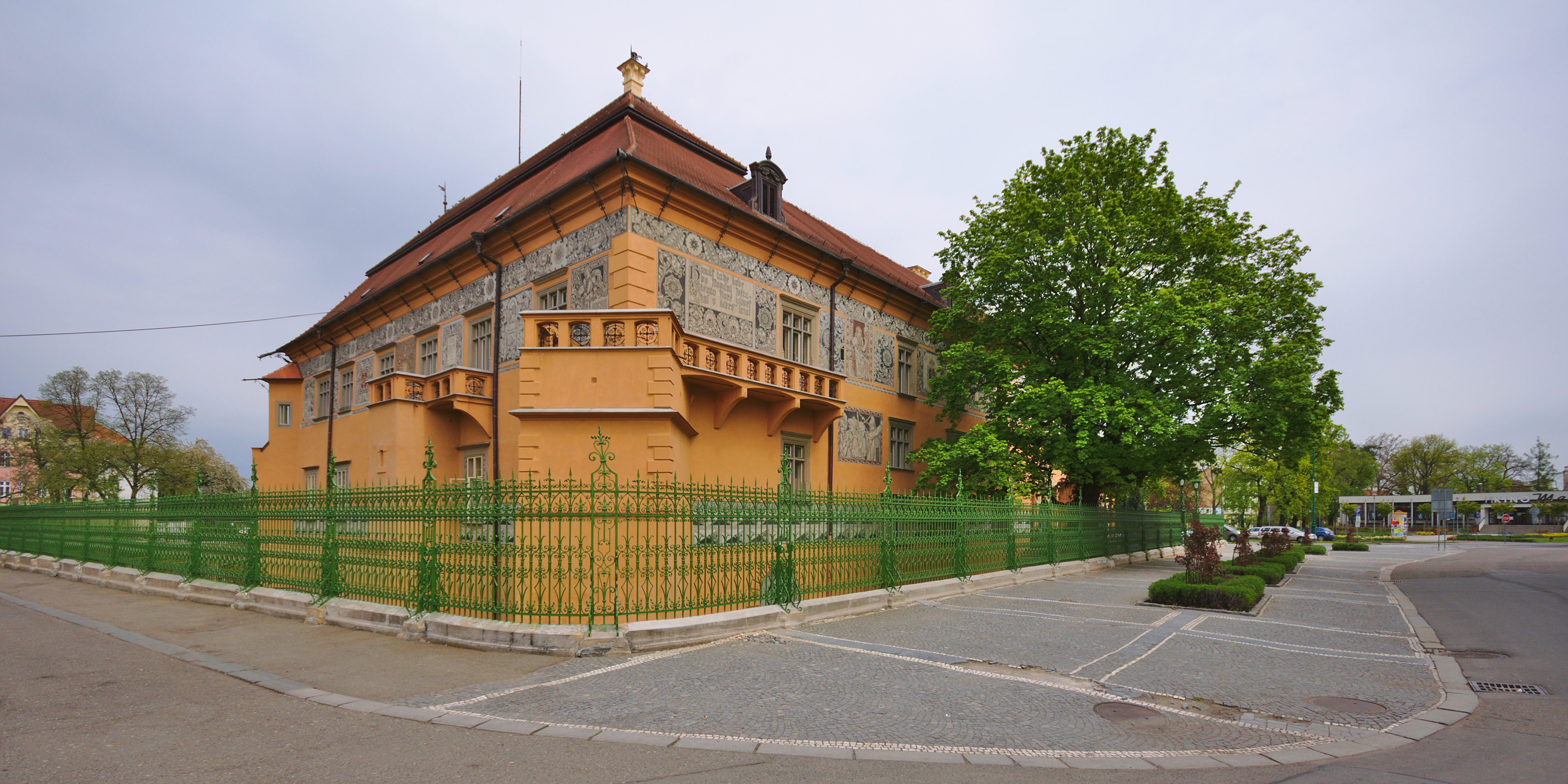
Železný plot za kterým se nachází příkop

Zámek byl zamýšlen jako součást městských hradeb a měl sloužit  především k obraně města. 
Mezi lety 1568–1572 jej nechal tehdejší majitel zámku Vratislav II. z Pernštejna přestavět na panské sídlo.
Na přelomu 16. a 17. století se zámek ocitl ve vlastnictví Karla I. z Lichtenštejna a sloužil částečně i jako vězení pro nekatolíky. Kolem zámku byl pro tento účel vykopán hluboký příkop ohraničený železným plotem. Zachoval se dodnes, a jelikož bývá často volně přístupný, stal se zajímavou součástí zámku.
Po opravě škod, které na zámku zanechala třicetiletá válka, zámek upadl v zapomnění. V 18. století se v něm nacházela sýpka, byty úředníků, opět vězení, tentokrát židovské, textilní manufaktura.
Roku 1851 zde chtěl  Fortunát Hofmann, který zámek koupil, zřídit pivovar. K tomu ale nedošlo a zámek zůstával bez využití. Teprve v 19. století v něm noví vlastníci, rodina Chmelařových, zřídili kulturní centrum.
Když zámek počátkem 19. století odkoupila Záložna a zastavárna Prostějov, bylo v něm otevřeno muzeum.
Velká změna nastala, až když se zámek stal majetkem města Prostějov. V jeho levém křídle začala fungovat ZUŠ V. Ambrose, v křídle pravém turistické informační centrum, později přesunuté do nové radnice.
V současnosti je volně přístupné nevelké nádvoří a některé výstavní síně. Prohlídky zámku neprobíhají pravidelně, ale informace jsou k dispozici v informačním centru nové radnice na náměstí Tomáše Garrigue Masaryka.